# 布萊德·巴克斯伯格
布萊德利·喬治·巴克斯伯格（英語：Bradley George Boxberger，1988年5月27日—），為美國職棒大聯盟的投手，目前為自由球員。他先前曾效力於教士、光芒、響尾蛇、皇家、馬林魚、釀酒人與小熊等隊。

## 職業生涯

### 辛辛那提紅人
2009年美國職棒大聯盟選秀，紅人在首輪43順位選進巴克斯伯格。2010年他加入高階1A，並入選聯盟全明星賽。之後他迅速登上2A，並從先發投手轉為後援投手。

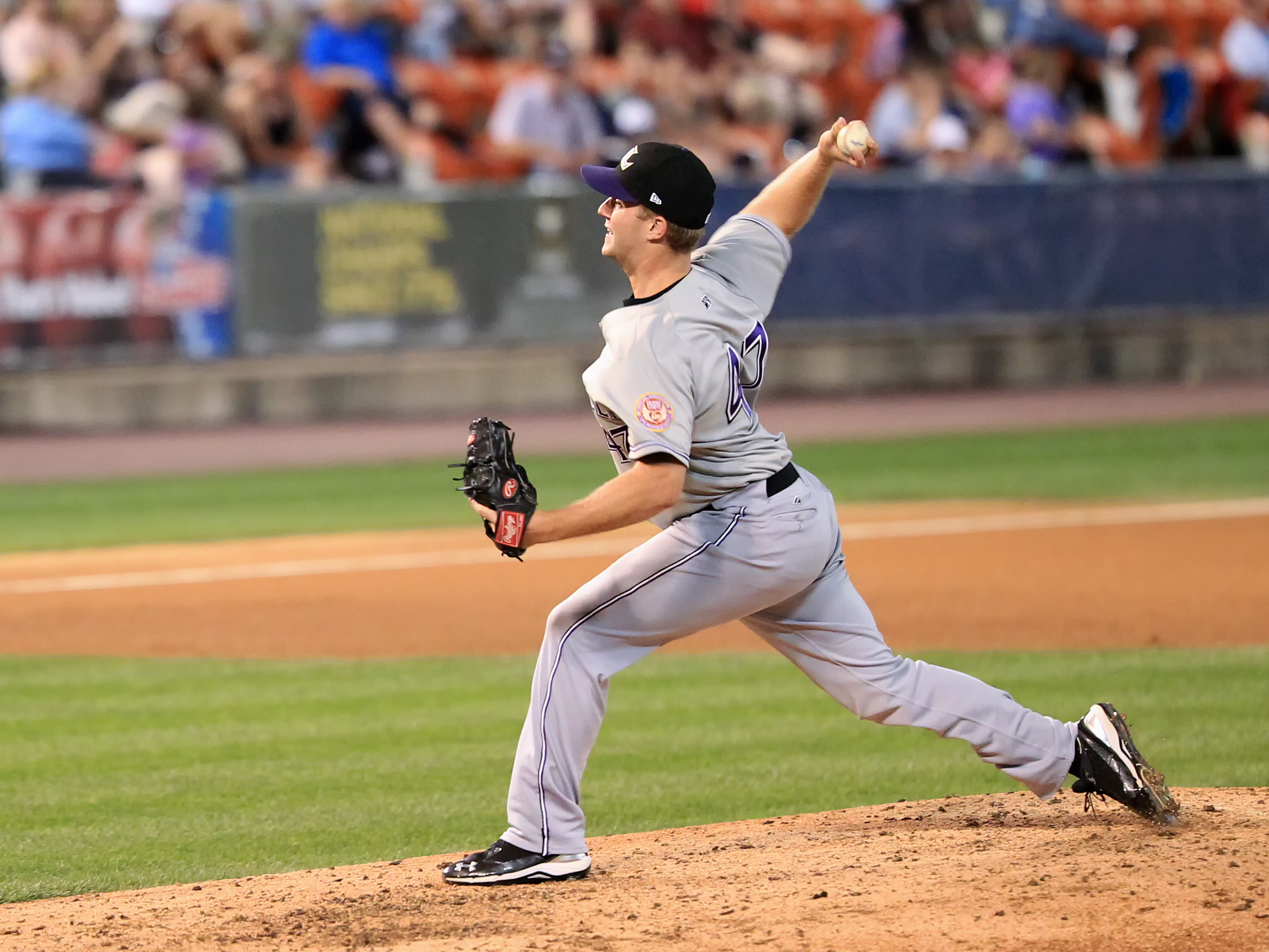
2011年的巴克斯伯格

2011年，巴克斯伯格升上3A。他在那裡的防禦率為2.03。球季結束後，他在亞利桑那聯盟打球。

### 聖地牙哥教士
2011年12月17日，紅人將巴克斯伯格、Yonder Alonso、艾汀森·沃奎茲和亞斯曼尼·葛蘭多交易到教士，換來麥特·拉托斯。2012年開季，巴克斯伯格先從3A出發，並在6月10日登上大聯盟。該年他出賽24場比賽，防禦率2.60。2013年球季，巴克斯伯格一樣待在3A，後來他在5、6月各登上大聯盟一次。

### 坦帕灣光芒
2014年1月22日，教士將巴克斯伯格、Logan Forsythe、Matt Andriese、Matt Lollis和Maxx Tissenbaum到光芒，換來Alex Torres和Jesse Hahn。春訓結束後，光芒將巴克斯伯格下放到3A。5月8日，巴克斯伯格在無人出局滿壘時登板，結果他連丟9顆好球送出3次三振，不僅安全下庄，還達成完美一局的成就。該年他的防禦率為2.37，拿下2次救援成功。
2015年，因為傑克·麥基受傷，所以巴克斯伯格順勢成為球隊終結者。他在前10次救援機會全數拿下，就算麥基傷癒回歸，巴克斯伯格仍然是球隊的不動終結者。這年他不但順利入選明星賽，還拿下美聯最多的41次救援成功，防禦率3.71。
2016年春訓，巴克斯伯格傷到內收短肌，為了動手術而錯過開季。結果他在傷癒復出的第一場比賽又造成左斜肌受傷，最後他整年僅出賽27場比賽。2017年，巴克斯伯格持續因傷所苦，這年他只要擔任第8局上場的布局投手，僅出賽30場比賽。

### 亞利桑那響尾蛇
2017年11月30日，光芒將巴克斯伯格交易到響尾蛇，換來Curtis Taylor。2018年，巴克斯伯格成為響尾蛇的終結者。該年他拿下3勝7敗，防禦率4.39，並拿下32次救援成功。11月30日，響尾蛇不與巴克斯伯格續約，因此他成為自由球員。

### 堪薩斯市皇家
2019年2月7日，他和皇家隊簽下1年220萬美元的合約。6月26日，巴克斯伯格遭到球隊指定讓渡，並在7月3日遭到釋出。

### 華盛頓國民
2019年7月12日，他和國民隊簽下小聯盟合約。而他被指派到2A，後來他在8月4日遭到釋出。只在2A留下1.04的防禦率成績，沒有登上大聯盟。

### 邁阿密馬林魚
2020年2月14日，馬林魚以小聯盟合約簽下巴克斯伯格，並邀請他參加大聯盟春訓。7月23日，他成功入選開季名單。該年他投了18局，防禦率3.00，並在季後賽主投3.1局無失分。

### 密爾瓦基釀酒人
2021年2月14日，巴克斯伯格和釀酒人簽下小聯盟合約，並受邀參加大聯盟春訓。3月26日，他一度遭到球隊釋出，但他隨即和球隊重簽小聯盟合約。4月6日，巴克斯伯格入選40人名單。

## 個人生活
巴克斯伯格的父親羅德也是一名棒球選手，他曾在1978年的大學世界大賽拿下最傑出球員頭銜。目前巴克斯伯格已婚，並育有1子1女。全家目前居住在亞利桑那州瑟普賴斯。

## 外部連結
- 球員資訊和成績在MLB ，ESPN ，Retrosheet ，Baseball Reference ，Baseball Reference (Minors) ，Fangraphs ，The Baseball Cube （英文）
- 布萊德·巴克斯伯格的X（前Twitter）